# 界首镇 (茶陵县)
界首镇，是中华人民共和国湖南省株洲市茶陵县下辖的一个乡镇级行政单位。

## 行政区划
界首镇下辖以下地区：
界首社区、白洲村、火星村、庙前村、红光村、界市村、大新村、贺铺村、共富村、河龙村、上联村、镜岭村、莲荷村、朱岭村、甲山村、贺家村、花甲村、白沙村和仓下村。